# Europa Universalis IV
Europa Universalis IV är ett datorspel utvecklat av Paradox Development Studio och utgivet av Paradox Interactive. Spelets releasedatum var 13 augusti 2013.

## Spelet
Europa Universalis IV låter spelaren ta kontroll över ett land och styra det från år 1444 till år 1821. Likt tidigare versioner i spelserien finns det inget fördefinierat mål, utan det är upp till spelaren själv att diktera uppgifter. Paradox har även släppt flera expansioner till spelet.
Europa Universalis IV är en direkt uppföljare till Europa Universalis III.

## Spelets Expansioner
Paradox Interactive har utgivit 16 expansioner eller Nedladdningsbart innehåll som vidareutvecklar dataspelsupplevelsen:  
- Conquest of Paradise utgavs den 14 januari 2014 och medförde förbättringar till och möjligheten att spela i den nya världen.
- Wealth of Nations utgavs den 19 maj 2014 och medförde förbättringar i spelets handelssystem.
- Res Publica utgavs den 16 juli 2014 och medförde diverse förbättringar med fokus på Nederländerna och republiker.
- Art of War utgavs den 30 oktober 2014 och medförde allmänna förbättringar till spelets diplomatik- och krigssystem samt 30-åriga kriget som en händelse i spelet.
- El Dorado utgavs den 26 februari 2015 och medförde en ny möjlighet att skapa ett eget land från grunden samt förbättringar i Syd- och Centralamerika.
- Common Sense utgavs 9 juni 2015 och medförde diverse förbättringar och fördjupningar till spelet.
- The Cossacks utgavs 1 december 2015 och medförde förbättringar till spelets diplomatiska system samt diverse förbättringar och fördjupningar.
- Mare Nostrum utgavs 5 april 2016 och medförde diverse förbättringar till spelet.
- Rights of Man utgavs 11 oktober 2016 och utvecklade spelets diplomatiska och politiska system.

De nästkommande expansionerna följer ett annat mönster då de fokuserde på specifika geografiska regioner. 
- Mandate of Heaven utgavs 6 april 2017 och var den första som följer det nya mönstret och fokuserade på Kina och Japan.
- Third Rome utgavs 14 juni 2017 och fokuserar på Ryssland.
- Cradle of Civilization utgavs 16 november 2017 och fokuserade på Mellanöstern.
- Rule Britannia utgavs 20 mars 2018 och fokuserade på de Brittiska öarna.
- Dharma utgavs 6 september 2018 och fokuserade på Indien, Central Asien och Burma.
- Golden Century utgavs 11 december 2018 och fokuserade på den Iberiska halvön.
- Emperor utgavs 9 juni 2020 och fokuserade på Europa, främst det Tysk-romerksa riket och introducerade fler funktioner för katolicism.
- Leviathan utgavs 27 april 2021[8] och fokuserade på mindre nationer samt stora förändringar i Sydostasien, Oceanien och Nordamerika.
- Origins utgavs den 11 november 2021 och fokuserade på Afrika och lade till funktioner till judendom.[9]
- Lions of the North utgavs den 13 november 2022 och fokuserade på Norden och andra länder kring Östersjön. Den introducerade även förgrenade missions.[10]
- Domination utgavs den 18 april 2023 och gav extra innehåll och historiskt djup till de mest populära och mäktigaste länderna i spelet som det Osmanska riket och Frankrike.[11]
- King of Kings utgavs den 11 juni 2023 och fokuserade på länder kring det Osmanska riket som Mamluksultanatet och Bysantiska riket och länder i och omkring dagens Iran.[12]

| Mottagande      | Mottagande    |
| Samlingsbetyg   | Samlingsbetyg |
| Tjänst          | Betyg         |
| --------------- | ------------- |
| Gamerankings    | (PC) 84.72%   |
| Metacritic      | (PC) 87/100   |
| Recensionsbetyg |               |
| Publikation     | Betyg         |
| Destructoid     | (PC) 9.5/10   |
| Gamespot        | (PC) 9/10     |
| IGN             | (PC) 8.9/10   |
| PC Gamer UK     | (PC) 91/100   |